# Facultad Experimental de Ciencias y Tecnología (UC)
La Facultad Experimental de Ciencias y Tecnología (abreviada FaCyT) es una de las siete facultades de la Universidad de Carabobo en Venezuela. Es la séptima facultad abierta en dicho centro de estudios. Como su nombre lo indica, es una facultad dedicada a la enseñanza de las ciencias. Fue fundada 2 de julio de 1993 por aprobación del Consejo Nacional de Universidades como una facultad con una estructura departamental que aún conserva y con tres carreras iniciales: Computación, Química y Física. el listado inicial de Departamentos se incrementó posteriormente con la incorporación de los departamentos de Matemáticas y de Biología. 
Desde su creación la FaCyT posee una orientación hacia el fomento, apoyo y desarrollo de la investigación científicas tecnológica, especialmente de la Región Central de Venezuela. Sus departamentos otorgan el título en la licenciatura en: Química, Computación, Física, Matemática y Biología.

## Historia de la FaCyT

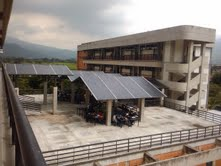
Edificio de Aulas de FaCyT

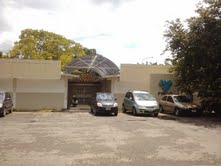
Decanato de la Facultad

En 1974, el Rector Aníbal Rueda, designa una comisión encargada de estudiar la factibilidad de crear la Facultad de Ciencias de la Universidad de Carabobo. Posteriormente, a instancias del Secretario Rubén Ballesteros, el Rector Gustavo Hidalgo, designó otra Comisión para el mismo fin. 
La primera comisión (presidida por el Prof. Alonso Gamero a comienzos de la década de 1970) trabajó intensamente, presentando varios informes que, al final, no fueron considerados por los organismos de dirección universitaria. No obstante, algunos lineamientos fundamentales de lo que sería más tarde el proyecto definitivo para la Facultad de Ciencias, quedaron establecidos, como consecuencia del trabajo de esta Comisión.
La Comisión designada por el Rector Hidalgo, a mediados de 1985, se conformó inicialmente con representantes de varias facultades, y quedó integrada de manera definitiva, fundamentalmente, por profesores de la Facultad de Ingeniería y Ciencias de la Salud, muchos de ellos egresados en Ciencias. 
El Proyecto de Creación, fue presentado al Consejo Nacional de Universidades (CNU), luego de su aprobación por el Consejo Universitario, en el año 1987, previéndose la estructuración de una facultad con carácter Experimental, con el objetivo de simplificar su estructura y darle más flexibilidad al proceso de desarrollo y consolidación de sus dependencias.
Finalmente, el 2 de julio de 1993, en reunión realizada en la Universidad Nacional Experimental Rómulo Gallegos, en San Juan de los Morros, el Consejo Nacional de Universidades aprobó la creación de la Facultad Experimental de Ciencias y Tecnología (FaCyT) de la Universidad de Carabobo, con estructura departamental y tres carreras iniciales: Química, Computación y Física.
Posteriormente, en el año 2001, se inició la Carrera de Licenciatura en Matemáticas, y en septiembre de 2002 la Licenciatura en Biología.
En 1997 comenzó la construcción de su sede definitiva en la Av. Salvador Allende del Campus Bárbula de la Universidad de Carabobo. En el año 2000 dicha edificación es inaugurada siendo la sede del Departamento de Química; posteriormente se sumarían los demás departamentos. Cabe destacar que entre 1994 y 1996 funcionaba en el campus de Mañongo. Luego, las escuelas funcionarían en diversos espacios hasta la inauguración de la sede definitiva.

## Visión
FaCyT será una facultad con capacidad para 2500 estudiantes con los servicios de planta física y equipamiento que garanticen el desarrollo de actividades de investigación, docencia y extensión en el área de la ciencia y tecnología; y egreso de profesionales con una alta calificación científica y socio-humanística, capaces de liderar el desarrollo y crecimiento de nuestro país y así contribuir a nuestra independencia tecnológica futura”

## Misión
- Formación de profesionales en pre y postgrado orientados hacia el campo de la investigación científica y tecnológica y sus aplicaciones en Química, Computación, Física, Matemática y Biología, en función del desarrollo del país en general y la región Central en particular, con una alta calificación científica y socio-humanística, capaces de liderar el desarrollo y crecimiento de nuestro país y así contribuir a nuestra independencia tecnológica futura.

- Desarrollar la investigación, interactuando con organismos nacionales e internacionales, en las áreas prioritarias de: Ecología, Biotecnología, Materiales, Tecnología de Medicamentos, Tecnología de Alimentos, Informática, Corrosión, Energía, Petroquímica e Instrumentación, según las prioridades regionales y las necesidades sociales reales.

- Organizar y desarrollar proyectos de extensión conjuntos con los sectores productivos de la región y con las instituciones coordinadas de la ciencia y la tecnología, en el espíritu de contribuir a la autonomía tecnológica y económica del país

## Departamentos
- Biología
- Computación
- Física
- Matemáticas
- Química

## Autoridades de la FaCyT
Decano de la Facultad: Prof. José Gregorio Marcano.

Asistente al Decano: Prof. Marylin Giugni.

Dirección del Departamento de Química: Prof. Arnaldo Armado.

Dirección del Departamento de Computación: Prof. Elsa Tovar.

Dirección del Departamento de Física: Prof. Richard Barrios.

Dirección del Departamento de Matemáticas: Prof. Carlos Cadenas.

Dirección del Departamento de Biología: Prof. Domenico Pavone.

Dirección de Investigación: Prof. Carolina Corao.

Dirección de Postgrado: Prof. Willin Álvarez.

Dirección de Asuntos Profesorales: Prof. Hanna Hannen.

Dirección de Asuntos Estudiantiles: Prof. Orestes Montilla.

Dirección de Docencia y Desarrollo Curricular: Prof. Ilse.

Dirección de Extensión: Prof. Ysmel La Rosa.

Dirección de Tecnologías de Información y Comunicación: Prof. Johana Guerrero.

Coordinación de la Unidad de Formación Socio-Humanística: Prof. Sharon Basso.

Coordinación Biblioteca: Lic. Magaly Tortolero.

## Revista Faraute de Ciencia y Tecnología
Es la publicación semestral de la FaCyT para la divulgación de artículos científicos arbitrados.
La Revista FARAUTE UC de la Facultad de Ciencias y Tecnología (FaCyT) considera para su difusión, trabajos inéditos relacionados con las ramas de las Ciencias Básicas y la Tecnología, tanto de carácter técnico como de carácter divulgativo, siempre que el mismo sea el producto de un proceso de investigación objetivo y comprobable. Acepta artículos o notas en español e inglés.
Esta revista esta indexada y acredita por el Índice y Biblioteca Electrónica de Revistas Venezolanas de Ciencia y Tecnología, REVENCYT bajo el Código RVF008. Está Incluida en el directorio de Revistas Venezolanas de Ciencia y Tecnología del Fonacit. Además, está incorporada en el Catálogo del Sistema Regional de Información en Línea para Revistas Científicas de América Latina, el Caribe, España y Portugal, LATINDEX; bajo el folio 17789.
ISSN: 1698-7418 

Depósito Legal: PP200402CA1617

## Oportunidades de Estudios

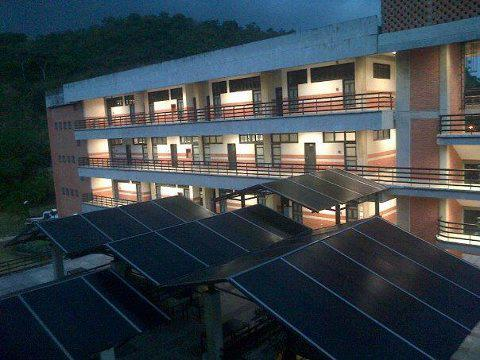
Vista nocturna de las instalaciones de FaCyT